# 翻訳舎
株式会社翻訳舎（ほんやくしゃ）は、茨城県つくばみらい市に事業所を置く翻訳会社。

## 沿革
- 2000年10月1日 - 会社設立[1]。
- 2020年2月 ‐ 本社を茨城県つくばみらい市に移転。

## 事業
和文英訳、英文和訳、カラオケカフェ経営を手掛けている。

## 本社営業所
茨城県つくばみらい市の住宅街に本社を構える。カラオケカフェは旧本社（福岡県北九州市）と道路を隔てて反対側にある。